# Hofer KG

Logo de Hofer jusqu'en 2017

Hofer KG ("KG" pour Kommanditgesellschaft, société en commandite) est une chaîne d'épiceries autrichienne. Elle fait partie du groupe Aldi Süd, représenté dans onze pays répartis sur quatre continents et comptant plus de 6 000 succursales. L'entreprise a son siège à Sattledt en Haute-Autriche. Son logo est identique à celui d'Aldi Süd, mais porte l'inscription "Hofer".

## Histoire

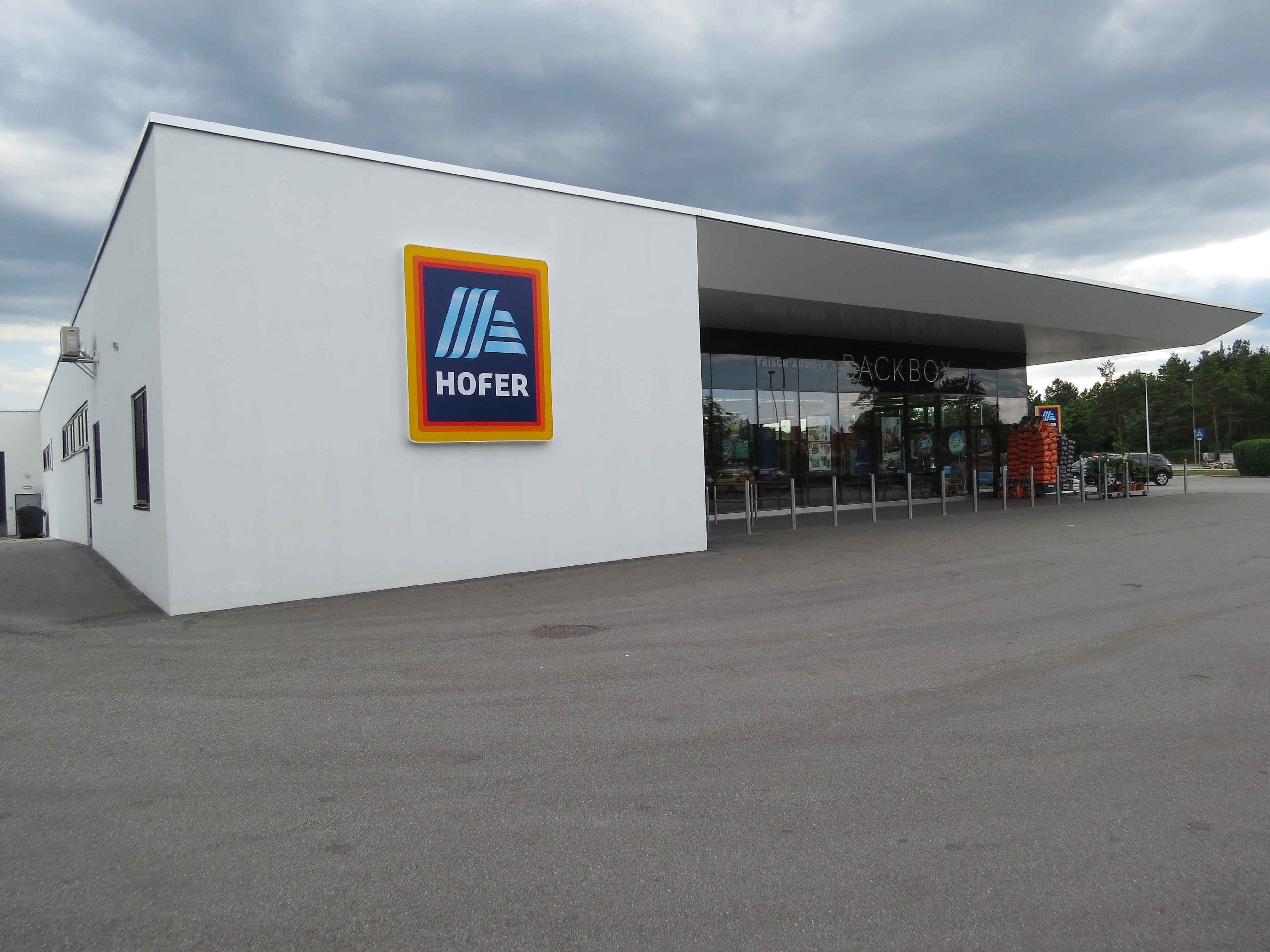
Magasin Hofer à Herzogenburg en Basse-Autriche (2018)

En 1968, Hofer KG commence son activité comme branche autrichienne du groupe Aldi Süd qui exporte ainsi pour la première fois son concept de hard discount en dehors d'Allemagne. En prenant le nom d'une chaîne d'épicerie existant déjà depuis 1962 en Autriche, Aldi Süd répond à la nécessité commerciale de se présenter sous un nom familier à la clientèle autrichienne et à l'impossibilité légale de reprendre le nom "Aldi", déjà déposé en Autriche. L'année suivante, une succursale est ouverte à Hausmannstätten en Styrie et, deux ans après, le siège est déplacé de Vienne à Sattledt, en Haute-Autriche.
L'offre de Hofer se diversifie avec les années. En 2002 est ainsi créée la marque bio Natur aktiv, en 2006 les produits Zurück zum Ursprung, et 2010 les cafés Martello et, en 2014, le système boulanger Backbox. En outre, Hofer propose depuis 2003 un service d'organisation de voyage et, depuis 2017, de livraison.
En 2020, l'entreprise emploie plus de 12 000 personnes dans environ 500 filiales différentes,.
En 2005 Hofer s'exporte[Quoi ?] en Slovénie (sous son nom) et en Suisse, puis, en 2008, en Hongrie et, en 2018, en Italie.

## Organisation en Autriche
En Autriche, Hofer KG est constitué de six succursales autonomes (Sattledt, Trumau, Stockerau, Hausmannsttätten, Weissenbach et Rietz) gérant chacune entre 80 et 90 filiales. Il y a donc, au total, plus de 500 filiales.

## Aldi Suisse
Aldi Suisse AG ("AG" pour Aktiongesellschaft, société anonyme) est fondé en octobre 2005 par Hofer et est uniquement présent en Suisse. Contrairement aux magasins autrichiens, les Aldi Suisse disposent de plus grandes surfaces et d'une offre de produits plus étendue. En 2012, Aldi Suisse est le cinquième plus gros distributeur de la confédération, après Migros, Coop, Denner et Manor, avec un revenu de 1,65 milliard de francs suisses.

## Sites Internet (germanophones)
- Site Web de Hofer
- Mon Hofer
- Site officiel d'Aldi Suisse
- Site officiel de HoT Austria
- Site officiel de HoT Slovénie
- Site officiel d'ALDI SUISSE mobile